# Taller Escola Barcelona
Taller Escola Barcelona (TEB), és un Grup Cooperatiu que treballa per aconseguir una vida inclusiva per a les persones amb discapacitat intel·lectual, i donar suport a les seves famílies.

## Orígens i evolució
Els seus orígens se situen, l'any 1965, en la iniciativa d'un grup de famílies, constituïdes en associació de pares de persones amb discapacitat intel·lectual, que el 1968 estableixen el primer taller per a joves i adults en aquesta situació, embrió del que més endavant seria el Taller Escola Barceloneta, un centre ocupacional creat en el districte de Ciutat Vella (Barcelona), registrat com a cooperativa el 30 d'abril de 1974. El nom es va canviar posteriorment per Taller Escola Barcelona quan la cooperativa va posar en marxa tres tallers més a altres barris. L'any 2000 es va convertir en cooperativa de segon grau
El Grup Cooperatiu està format per Taller Escola Barcelona com a cooperativa de segon grau i les cooperatives de primer grau: TEB Barcelona, TEB d'Habitatge, TEB Gestió, TEB Solucions, TEB Verd i TEB Vallès.

## Reconeixements
- L'any 1994 TEB, aleshores encara Taller Escola Barceloneta, va rebre la Creu de Sant Jordi.[6]
- Josep Martínez de Foix, impulsor i primer president de TEB fins al 1982, va ser reconegut amb la Medalla d'Honor de la ciutat de Barcelona el 1997 per la seva defensa i promoció del cooperativisme a la ciutat.[2]
- L'any 2000 la presidenta del Grup TEB, Josi Llorens i Martí, va rebre la Medalla President Macià, atorgada per la Generalitat de Catalunya i posteriorment anomenada Medalla al treball President Macià.[7]
- Per la seva banda, Francesc Martínez de Foix i Llorens, director general del Grup Cooperatiu TEB, va rebre la Creu de Sant Jordi l'any 2012 per la seva tasca d'impuls de diverses iniciatives per a la inserció social, laboral i esportiva de les persones amb disminució psíquica.[8]